# Metalni asteroid
Metalni asteroid (razreda, vrste, tipa M), vrsta asteroida u podjeli prema spektralnoj analizi odrazne svjetlosti, što je u svezi sa sastavom njihove površine. Ima ih oko 8% i sadrže metale. Druge dvije vrste su ugljikove (C), kojih je oko 75%, i silikatne (S), kojih je oko 17%.